# Air Omega
Die Air Omega Luftverkehrsgesellschaft mbH war eine deutsche Frachtfluggesellschaft mit Sitz in Nobitz.

## Geschichte
Die Gründung der Air Omega erfolgte im Jahre 2001. Nachdem die Gesellschaft Anfang September 2002 eine Embraer EMB 120FC aus den Vereinigten Staaten nach Deutschland überführt hatte, erhielt sie am 14. Oktober desselben Jahres ihr Luftverkehrsbetreiberzeugnis; am 4. November folgte eine zweite Embraer in reiner Frachtkonfiguration und so wurden die beiden Maschinen anschließend, unter anderem für Hellmann Worldwide Logistics, auf europaweiten Frachtflügen eingesetzt. Die separat neugegründete britische Air Omega UK betätigte sich im Gegensatz zur deutschen Schwestergesellschaft unterdessen im Linienflugverkehr.
Zeit ihres Bestehens wurde Air Omega jedoch zwischen 2002 und 2004 in eine Untreueangelegenheit rund um die Sparkasse Tirschenreuth (heute Sparkasse Oberpfalz Nord) verwickelt: Drei Vorstandsmitglieder hatten in über hundert Fällen fahrlässig Darlehen und teils notleidende Kredite vergeben – so auch an die Air Omega: Letztere hatte nach Vorlage manipulierter Flugverträge zwecks Kreditsicherung umfangreiche finanzielle Mittel erhalten; spätere Sparkassen-Angaben bezeichneten den Vorgang als „völlig außerhalb der geltenden Normen“. Wenngleich die Angelegenheit erst 2010 vor dem Landgericht Regensburg verhandelt wurde und sich die Air Omega seinerzeit mit einer guten Auftragslage konfrontiert sah, musste man den Betrieb aus den zuvor genannten Gründen und einer damit einhergehenden Insolvenz schließlich 2003 einstellen.

## Flotte
Die Flotte der Air Omega bestand zur Betriebseinstellung aus den nachstehenden zwei Maschinen:
| Flugzeugtyp       | Luftfahrzeugkennzeichen Taufname | Werknummer | Anmerkung                                                                               |
| ----------------- | -------------------------------- | ---------- | --------------------------------------------------------------------------------------- |
| Embraer EMB 120FC | D-CAOA, Nobitz                   | 120013     | Ursprünglich EMB 120ER, in den Vereinigten Staaten in reine Frachterversion konvertiert |
| Embraer EMB 120FC | D-CAOB, Stadt Schmolln           | 120012     | Ursprünglich EMB 120ER, in den Vereinigten Staaten in reine Frachterversion konvertiert |